# مقاطعة مويوبامبا
مقاطعة مويوبامبا (بالإنجليزية: Moyobamba Province)‏ هي مقاطعة في بيرو، تتبع إقليم سان مارتين، عاصمتها مويوبامبا، تبلغ مساحتها 3772.31 كيلومتر مربع.